# Harald V của Na Uy
Harald V của Na Uy (sinh ngày 21 tháng 2 năm 1937) là đương kim Quốc vương Na Uy. Ông là người thứ 3 của gia tộc Schleswig-Holstein-Sonderburg-Glücksburg kế thừa ngôi vị này.
Harald sinh năm 1937 tại khu nhà ở Thái tử tại Skaugum, Akershus, Na Uy; là con trai của Thái tử (Kronprins) Olav và vương phi Märtha. Harald có hai chị gái: Vương nữ Ragnhild Alexandra, Phu nhân Lorentzen (1930-2012), và Vương nữ Astrid Maud Ingeborg, Phu nhân Ferner (sinh 1932).
Là một thành viên của Nhà Schleswig-Holstein-Sonderburg-Glücksburg, có nguồn gốc từ miền Bắc nước Đức, Harald cũng giữ địa vị là một Vương công của Đế quốc La Mã Thần thánh từ tổ tiên Đức cũ của mình. Ông là cháu trai của Quốc vương Edward VII của Anh Quốc, và vì thế cũng giữ vị trí thứ 68 trong thứ từ kế thừa ngôi vị Quốc vương Anh. Ông là anh em họ thứ hai bên nội của Nữ vương Elizabeth II và cố Vương nữ Margaret, một bà mẹ đầu tiên anh em họ với Baudouin của Bỉ, kế Albert II của Bỉ, và em gái của họ cuối Josephine-Charlotte, Nữ đại công tước của Luxembourg.
Harald kế vị ngai vàng Na Uy sau khi vua cha Olav V băng hà ngày 17 tháng 1 năm 1991, trở thành người đứng đầu chính thức của Giáo hội của Na Uy và các lực lượng vũ trang Na Uy. 
Ông có hai con, Vương nữ Märtha Louise và Thái tử Haakon. Cháu của mình là Maud Angelica (2003), Leah Isadora (2005), Emma Tallulah (2008), Vương tôn nữ Ingrid Alexandra (2004), và Vương tôn Sverre Magnus (2005).

## Đầu đời

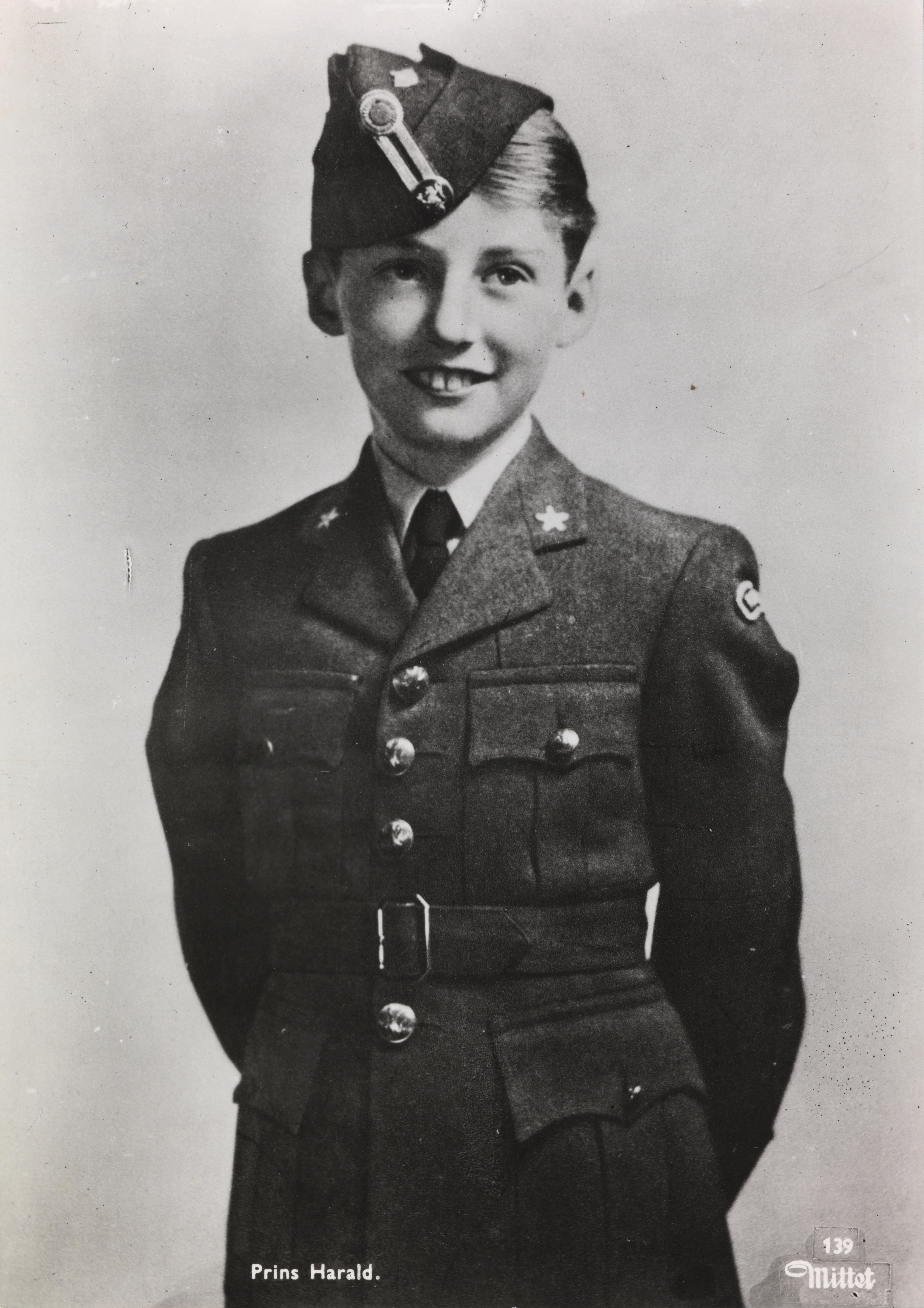
Ảnh chụp Harald năm 1943

Harald được sinh ra tại điền trang Skaugum dưới thời trị vì của ông nội là Haakon VII của Na Uy và được rửa tội trong Nhà nguyện Hoàng gia của Cung điện Hoàng gia ở Oslo vào ngày 31 tháng 3 năm 1937 bởi Giám mục Johan Lunde. Cha mẹ đỡ đầu của ông gồm: ông bà nội là Haakon VII và Vương hậu Maud của Na Uy; ông bà ngoại là Vương tử Carl và Công chúa Ingeborg của Thụy Điển; Leopold III của Bỉ; Mary, Vương hậu Anh và vua George VI; và Ingrid của Thụy Điển. Harald đã có hai chị gái, Công chúa Ragnhild và Công chúa Astrid.
Là cháu trai của Quốc vương Na Uy, Harald mang danh hiệu [Prince Harald of Norway; Vương tôn Harald của Na Uy] với kính xưng Royal Highness từ khi chào đời. Vào thời điểm sinh ra, ông là người đứng thứ 2 trong danh sách kế vị ngai vàng Na Uy sau cha mình, Thái tử Olav. Thông qua dòng dỗi là một hậu duệ họ xa từ Edward VII của Vương quốc Anh, ông cũng là người kế vị ngai vàng Anh và xếp ở vị trí thứ 68 trong danh sách.
Năm 1940, toàn bộ gia đình hoàng gia phải chạy trốn khỏi Oslo vì cuộc xâm lược của Đức (Chiến dịch Weserübung), Harald và hai người chị cùng mẹ lên đường đến Thụy Điển vào đêm ngày 10 tháng 4. Mặc dù,  Công chúa Märtha là người Thụy Điển khi sinh ra nhưng họ đã gặp phải vấn đề ở biên giới. Theo hồi ức của Công chúa Astrid và những người khác có mặt, họ chỉ được nhận vào biên giới sau khi tài xế đe dọa sẽ đâm vào cửa khẩu và khi Nhà vua và Thái tử hỏi ý kiến ngoại trưởng Thụy Điển, Christian Günther nhằm yêu câu gia đình mình có thể ngủ một đêm ở Thụy Điển mà không đến trại tập trung và yêu cầu của đã bị từ chối.
Harald, mẹ và các chị gái của ông sống ở Washington, DC trong thời kỳ chiến tranh, trong khi cha ông, Thái tử Olav, và ông nội, Vua Haakon VII, ở lại London với chính phủ lưu vong Na Uy. Một trong những sự kiện đáng chú ý mà ông nhớ từ thời điểm đó là đứng sau Franklin D. Roosevelt khi ông tuyên thệ nhậm chức nhiệm kỳ thứ tư tại Cổng Nam của Nhà Trắng vào năm 1945. Những trải nghiệm thời thơ ấu như vậy được phản ánh trong một chút giọng Mỹ khi ông ấy nói tiếng Anh.

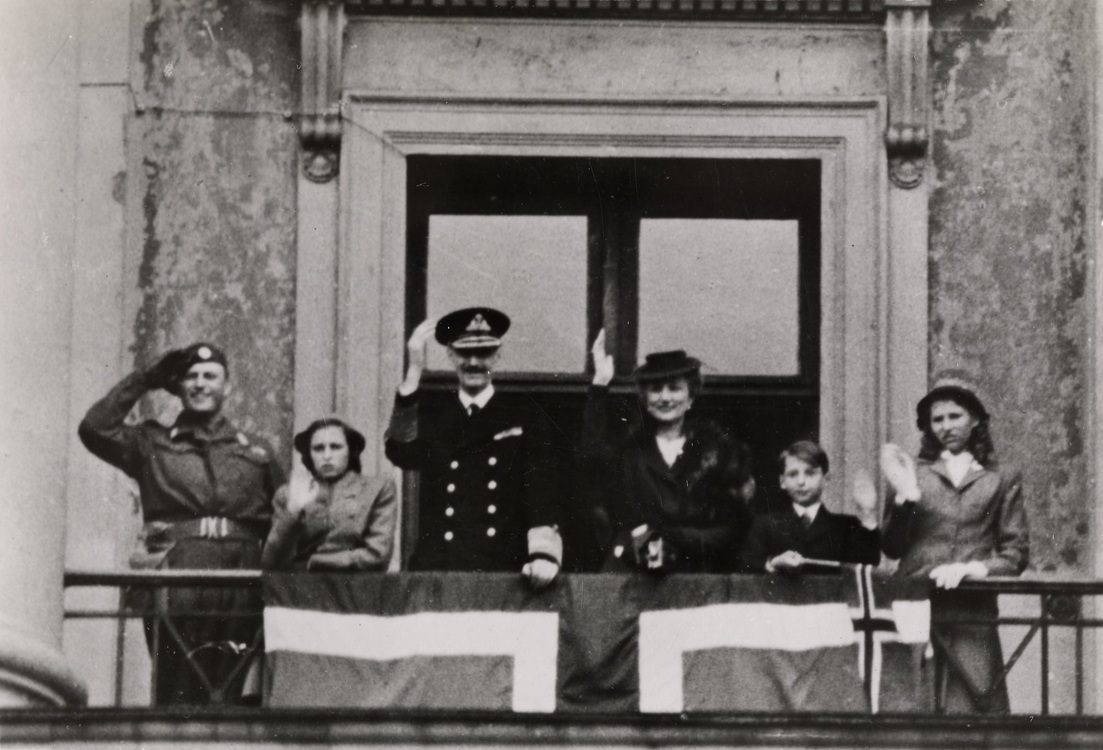
Gia đình hoàng gia Na Uy trên ban công Lâu đài Oslo trở về Na Uy sau Thế chiến II. Từ trái sang: Thái tử Olav (Olav V), Công chúa Astrid Quốc vương Haakon VII, Công nương Märtha, Harald và Công chúa Ragnhild

Khi Harald 7 tuổi, ông đăng ký vào lớp ba của Smestad skole với tư cách là thành viên đầu tiên của gia đình hoàng gia theo học tại một trường công lập. Vào năm 1954, mẹ ông qua đời vì bệnh ung thư. Cái chết của Công chúa Märtha là một mất mát to lớn đối với ông và gia đình cũng như đối với Na Uy,  và sau này Harald đã đặt tên cho con gái mình là Märtha để tưởng nhớ bà. Bốn năm sau, vào năm 1958, ông mất bà ngoại là Công chúa Ingeborg của Đan Mạch.

## Thái tử Na Uy

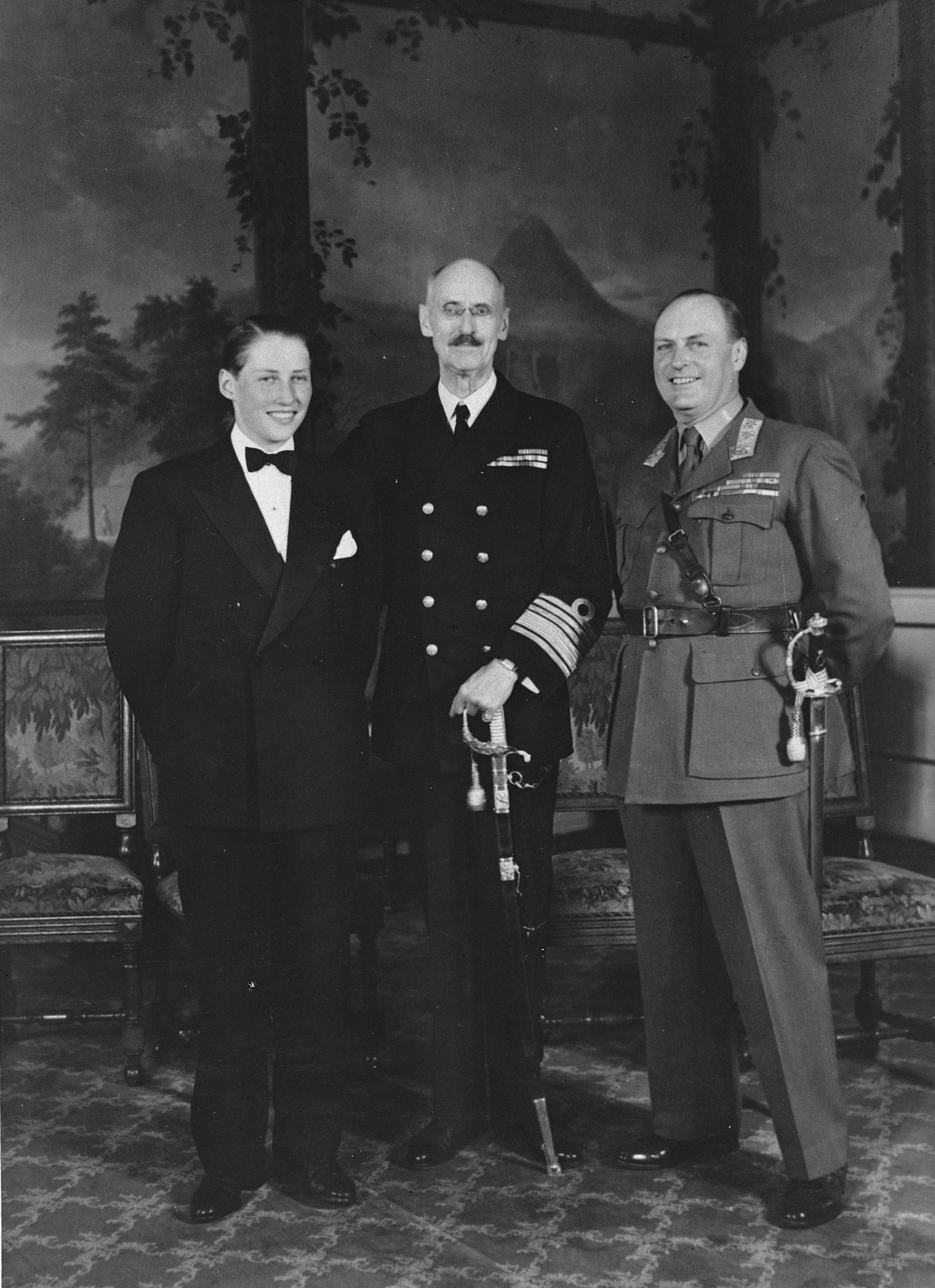
Harald (trái), 1954

Năm 1955, ông tốt nghiệp trường Katedralskole ở Oslo và vào mùa thu năm đó, Harald bắt đầu học tại Đại học Oslo. Sau đó, ông theo học Trường Ứng viên Sĩ quan Kỵ binh tại Trandum và đăng ký vào Học viện Quân sự Na Uy, tốt nghiệp năm 1959. Vào ngày 21 tháng 9 năm 1957 sau cái chết của ông nội, Harald trở thành thái tử ở tuổi 20 và ông tham dự Hội đồng Nhà nước lần đầu tiên sáu ngày sau đó và tuyên thệ trước Hiến pháp Na Uy vào ngày 21 tháng 2 năm 1958. Cùng năm đó, lần đầu tiên ông giữ chức vụ nhiếp chính khi Nhà vua vắng mặt.
Năm 1960, Harald vào Đại học Balliol, Oxford, nơi ông học lịch sử, kinh tế và chính trị. Harald cũng là một vận động viên chèo thuyền cừ khôi trong những ngày còn là sinh viên tại Oxford và được dạy chèo bởi bạn học và người bạn Nick Bevan - sau này là huấn luyện viên chèo thuyền hàng đầu của trường Anh. Năm 1960, ông cũng thực hiện chuyến công du chính thức đầu tiên ra nước ngoài, thăm Hoa Kỳ nhân dịp kỷ niệm 50 năm thành lập Tổ chức Scandinavian, Hoa Kỳ. Harald đã đại diện cho Na Uy trong các sự kiện du thuyền của Thế vận hội Mùa hè ở Tokyo năm 1964, Thành phố Mexico năm 1968 và München năm 1972. Harald đã mang cờ Na Uy tại lễ diễu hành khai mạc Thế vận hội Mùa hè 1964 và ông cũng là chủ tịch danh dự của Hiệp hội Soling Quốc tế.

### Hôn nhân

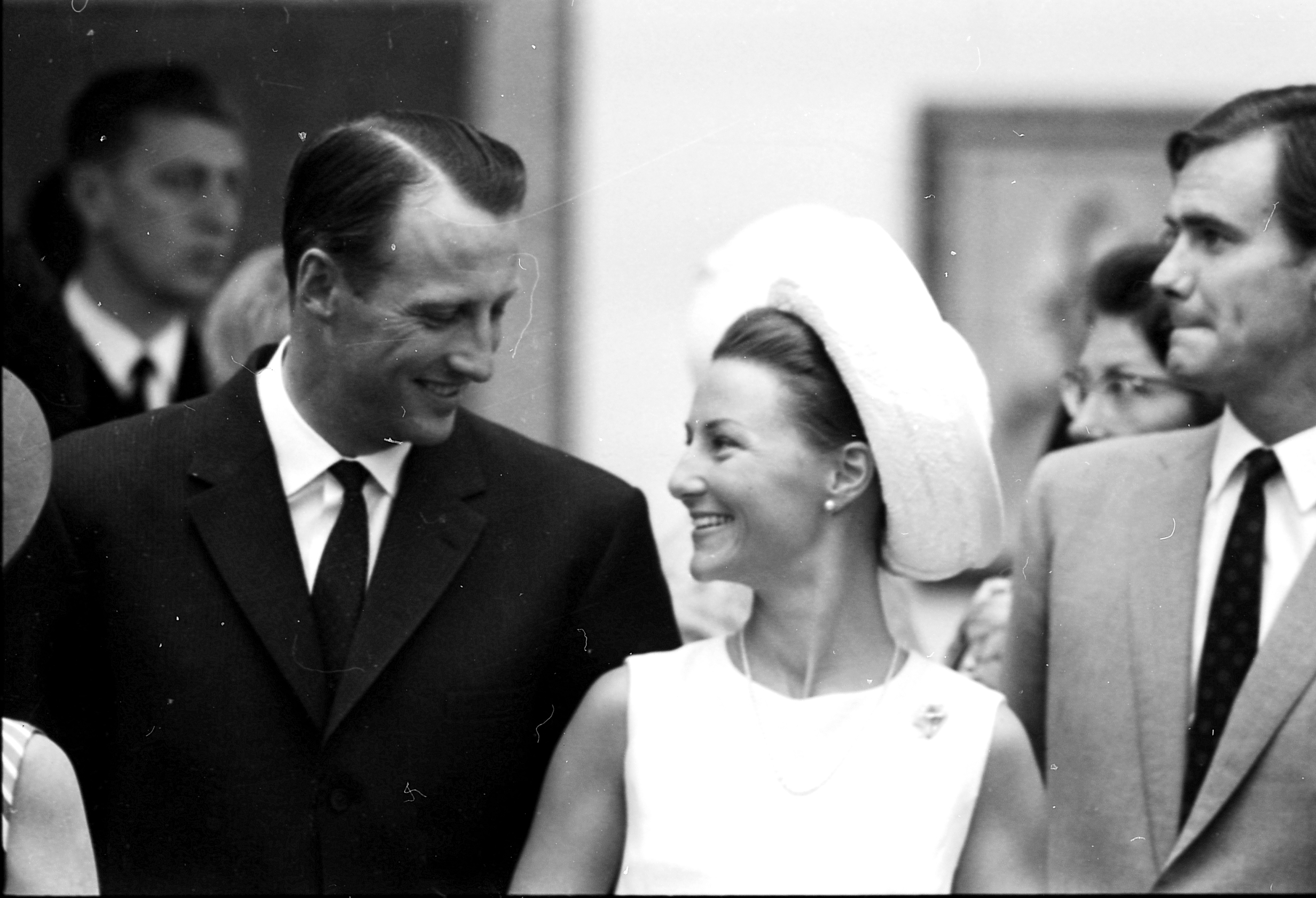
Harald và Sonja, tháng 8 năm 1968.

Harald kết hôn với Sonja Haraldsen tại Nhà thờ chính tòa Oslo ở Oslo vào ngày 29 tháng 8 năm 1968. Họ đã quan nhau được 9 năm, tuy nhiên, Olav V không muốn cho phép con trai mình kết hôn với một thường dân. Nhưng ông cuối cùng đã bị thuyết phục khi Harald nói với cha mình rằng nếu không được kết hôn với Sonja thì ông ''sẽ không bao giờ kết hôn''. Điều này sẽ chấm dứt chế độ quân chủ Na Uy, vì Harald là người thừa kế ngai vàng duy nhất. Họ có hai người con, Công chúa Märtha Louise (sinh năm 1971) và Haakon, Thái tử Na Uy (sinh năm 1971).

## Trị vì
Sau cái chết của Quốc vương Olav V vào ngày 17 tháng 1 năm 1991, Harald kế vị ngai vàng Na Uy. Ông trở thành vị vua đầu tiên sinh ra ở Na Uy kể từ khi Olav IV của Na Uy qua đời vào năm 1387, cách biệt 604 năm. Harald là vị vua thứ sáu của Na Uy mang tên đó và là vị vua đầu tiên sau 855 năm. Năm vị vua khác đã sinh ra cái tên này là Harald Fairhair, Harald Greycloak, Harald Bluetooth, Harald Hardrada và Harald Gille. Sau khi lên ngôi Harald đã quyết định sử dụng phương châm hoàng gia của ông mình, "Alt for Norge". Ông cũng chọn tiếp tục truyền thống ban phước lành của hoàng gia, một truyền thống đã được giới thiệu từ cha ông và được thánh hiến cùng với Vương hậu Sonja tại Nhà thờ Nidaros vào ngày 23 tháng 6 năm 1991.

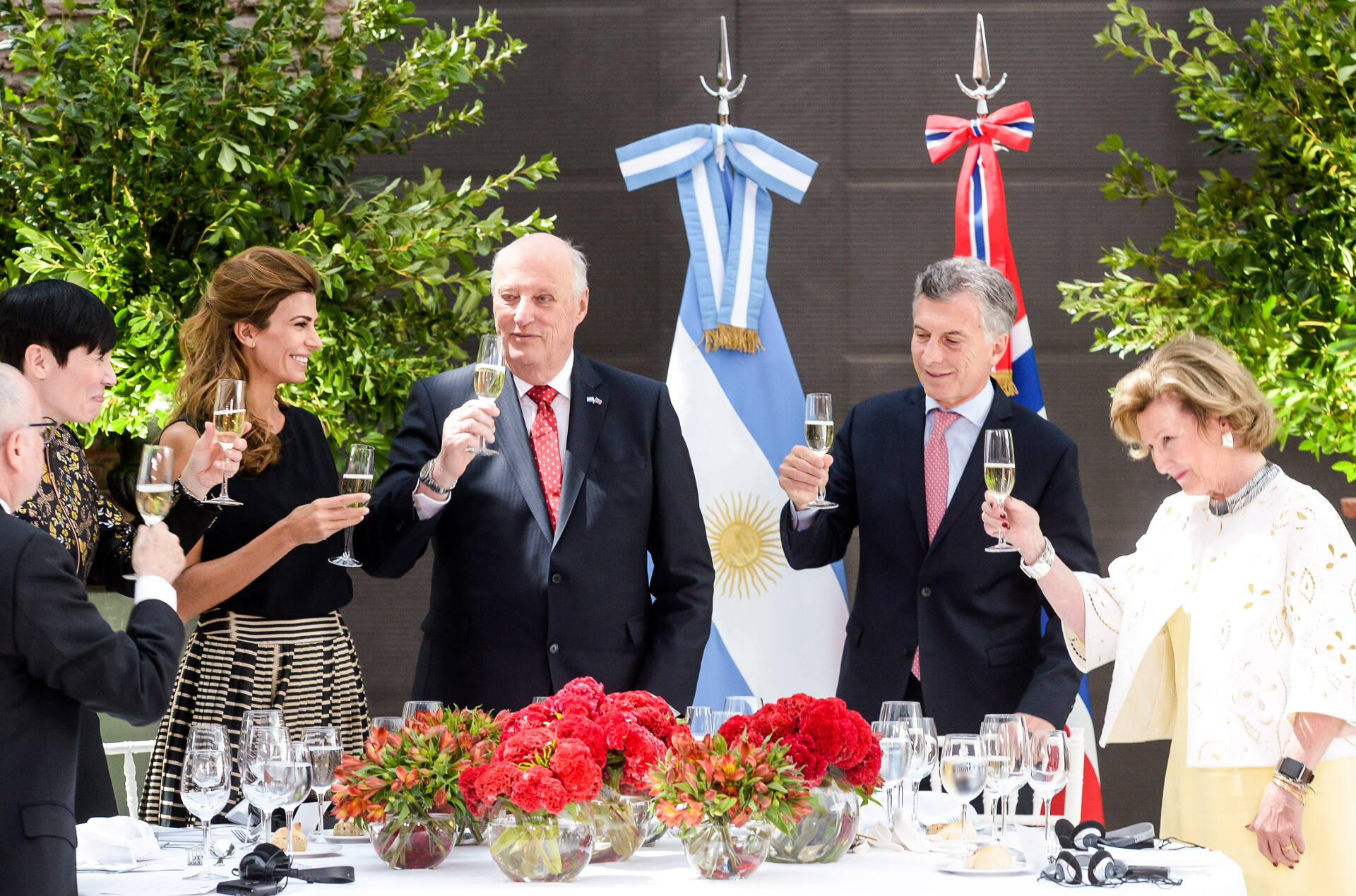
Juliana Awada, Vua Harald V, Mauricio Macri và Vương hậu Sonja nâng ly chúc mừng trong chuyến thăm cấp nhà nước tới Argentina vào tháng 3 năm 2018.

Triều đại của Harald được đánh dấu bằng sự hiện đại hóa và cải cách đối với Hoàng gia Na Uy. Ông đã hợp tác chặt chẽ với Vương hậu Sonja và Haakon, Thái tử Na Uy trong việc làm cho gia đình hoàng gia cởi mở hơn với công chúng và giới truyền thông Na Uy. Quyết định của Vua Harald chấp nhận thêm hai thành viên là thường dân vào gia đình hoàng gia là Công chúa Mette-Marit và Ari Behn được hiểu là một dấu hiệu của sự hiện đại hóa và điều chỉnh. Dưới sự lãnh đạo của Harald cùng vợ, Vương hậu Sonja, các dự án cải tạo toàn diện đối với Di sản Hoàng gia Bygdøy, Cung điện Hoàng gia ở Oslo, chuồng ngựa hoàng gia và Oscarshall cũng đã diễn ra, ba cái sau cũng đã được mở cho công chúng và khách du lịch. Cùng với Vương hậu Sonja, Harald cũng đã nỗ lực thành lập một viện bảo tàng cung điện ở Oslo trong nhiều thập kỷ.

### Vai trò hiến pháp
Mặc dù Hiến pháp Na Uy trao cho Nhà vua quyền hành pháp, nhưng ông không chịu trách nhiệm chính trị về việc thực thi quyền đó. Điều này không chỉ phù hợp với các quy định của Hiến pháp, mà còn phù hợp với các công ước được thiết lập kể từ khi thiết lập dứt khoát chế độ nghị viện ở Na Uy vào năm 1884. Các hành vi của ông không có giá trị nếu không có chữ ký của một thành viên của Hội đồng Nhà nước (nội các) – thường là Thủ tướng – và thủ tục tố tụng của Hội đồng Nhà nước được ký bởi tất cả các thành viên của nó. Mặc dù trên danh nghĩa, ông có quyền phủ quyết, nhưng không có vị vua Na Uy nào thực hiện quyền này kể từ khi giải thể liên minh với Thụy Điển vào năm 1905. Ngay cả khi đó, quyền phủ quyết của Nhà vua chỉ là tạm dừng chứ không phải tuyệt đối như trường hợp của các Quân chủ Anh. Quyền phủ quyết của hoàng gia có thể bị hủy bỏ nếu Storting thông qua dự luật tương tự sau cuộc tổng tuyển cử.
Mặc dù trên danh nghĩa Hiến pháp trao cho Nhà vua quyền bổ nhiệm chính phủ, nhưng trên thực tế, chính phủ phải duy trì sự tín nhiệm của Nghị viện. Nhà vua bổ nhiệm người đứng đầu khối nghị viện chiếm đa số làm thủ tướng. Khi tình hình nghị viện không rõ ràng, Nhà vua dựa vào lời khuyên của Chủ tịch Nghị viện và thủ tướng đương nhiệm. Không giống như một số quốc vương, Harald không có quyền giải tán Nghị viện; Hiến pháp không cho phép bầu cử chớp nhoáng.
Nhà vua họp với Hội đồng Nhà nước tại Cung điện Hoàng gia vào thứ Sáu hàng tuần. Ông cũng có các cuộc họp hàng tuần với Thủ tướng và Bộ trưởng Bộ Ngoại giao. Ông tiếp các phái viên nước ngoài và chính thức khai mạc quốc hội vào tháng 10 hàng năm với bài phát biểu từ ngai vàng trong mỗi lần khai mạc. Ông đi nhiều nơi khắp Na Uy và thực hiện các chuyến thăm chính thức cấp nhà nước tới các quốc gia khác, cũng như tiếp và đón tiếp khách.
Cho đến năm 2012, Vua Na Uy, theo hiến pháp, là người đứng đầu chính thức của Nhà thờ Na Uy. Việc sửa đổi hiến pháp ngày 21 tháng 5 năm 2012 khiến Nhà vua không còn là người đứng đầu chính thức, nhưng ông vẫn được yêu cầu phải là người theo đạo Tin lành Lutheran. Vào ngày 8 tháng 5 năm 2018, tư cách thánh hiến theo hiến pháp của Nhà vua đã bị hủy bỏ, trong khi vẫn giữ nguyên quyền miễn trừ chủ quyền của ông.

### Vai trò thể thao
Năm 1994, cả Harald và Thái tử Haakon đều đóng vai trong lễ khai mạc Thế vận hội mùa đông 1994. Ông khai mạc các trò chơi, trong khi Thái tử Haakon thắp sáng chiếc vạc, tỏ lòng kính trọng đối với cả Nhà vua và ông nội của ông với tư cách là những vận động viên Olympic. Harald cũng đã đại diện cho Na Uy tại lễ khai mạc Thế vận hội Olympic, trong số đó có Torino và Bắc Kinh. 
Cùng với đội đua thuyền của mình, Harald đã giành được huy chương đồng, bạc và vàng của Giải vô địch thế giới lần lượt vào các năm 1988, 1982 và 1987. Vào tháng 7 năm 2005, ông và thủy thủ đoàn trên chiếc thuyền buồm hoàng gia Fram XV đã giành được huy chương vàng tại Giải vô địch châu Âu ở Thụy Điển. Trong Giải vô địch thế giới năm 2007, ông đứng ở vị trí thứ sáu.

## Tước hiệu, tước vị
- 21 tháng 2 năm 1937 – 21 tháng 9 năm 1957: His Royal Highness Vương tôn Harald của Na Uy Điện hạ
- 21 tháng 9 năm 1957 – 17 tháng 1 năm 1991: His Royal Highness Thái tử Na Uy Điện hạ
- 17 tháng 1 năm 1991 – nay: Quốc vương Bệ hạ